# Fűzfa-zöldbagoly
A fűzfa-zöldbagoly (Earias clorana) a pamacsosszövőfélék családjába tartozó, Európában honos lepkefaj. 

## Megjelenése
A fűzfa-zöldbagoly szárnyfesztávolsága 2-2,3 cm. Elülső szárnya fűzöld színű, rajzolata nincs, felső szegélye és rojtja fehér. A hátsó szárnya fehér. A szárnyak fonákja szintén fehér, rajzolat nélkül. Tora világoszöld, potroha fehéres.
Változékonysága nem számottevő.
Hernyója fehéres alapszínű, szürkével tarkázva, piszkosszürke vonalakkal. A 3., 4., 6. és 12. szelvényen hegyes bibircspárok láthatók. Feje világoszöld, nyaksávja fehér.
Kokonja fehér vagy sárgás, benne a báb barna, felül kék sávok díszítik.

### Hasonló fajok
A nyárfa-zöldbagoly hasonlít hozzá.  

## Elterjedése
Európában és Nyugat-Szibériában honos. Magyarországon országszerte megtalálható. 

## Életmódja
Vízpartokon, ártéri erdőkben, lápréteken fordul elő, ahol füzek találhatók nagy számban. 
Évente két nemzedéke nő fel (április-júniusban és július-szeptemberben), hűvösebb éghajlat alatt a második részleges maradhat. Éjszaka aktív, a fény erősen vonzza. A hernyó különféle fűzfajok leveleivel táplálkozik és többnyire az ágak csúcsán lévő, összehajló levelek között rejtőzik. 

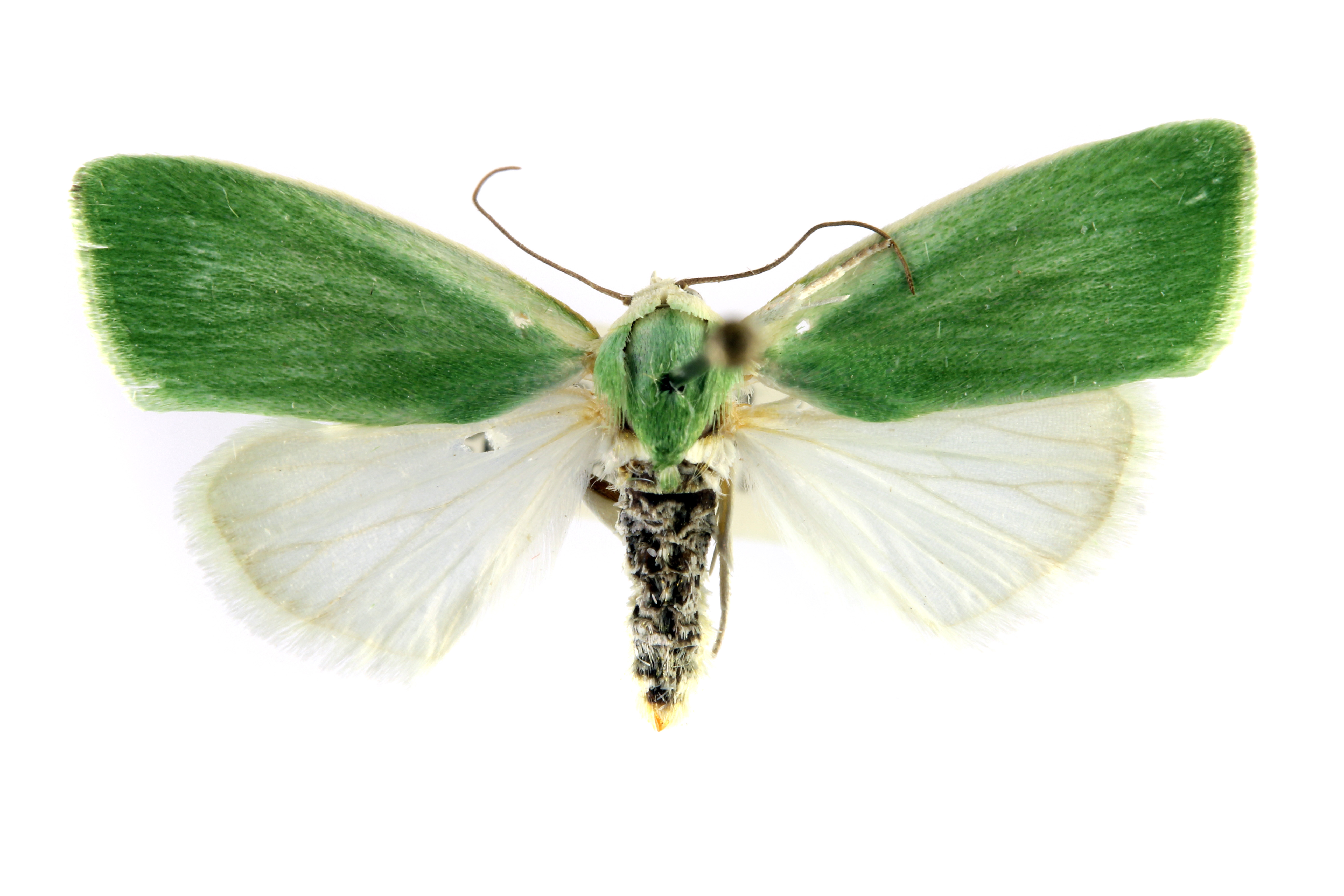
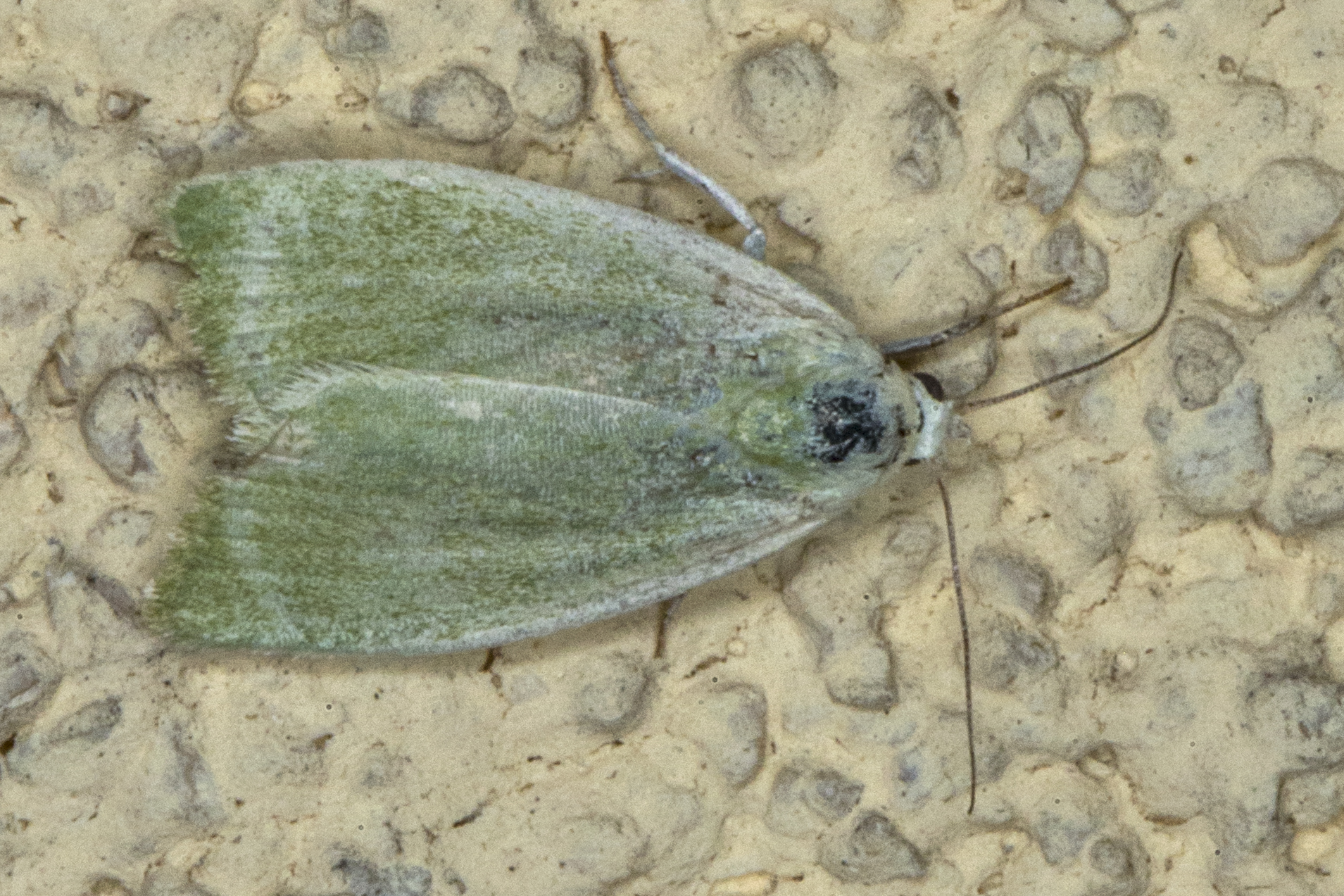
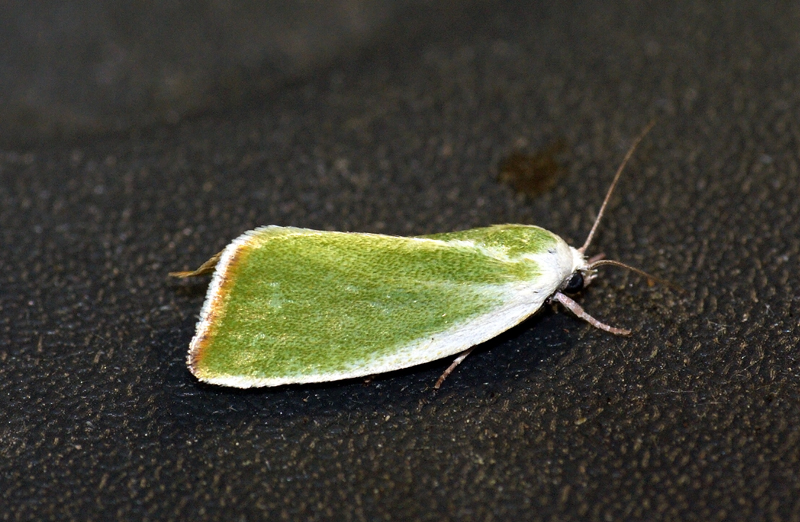
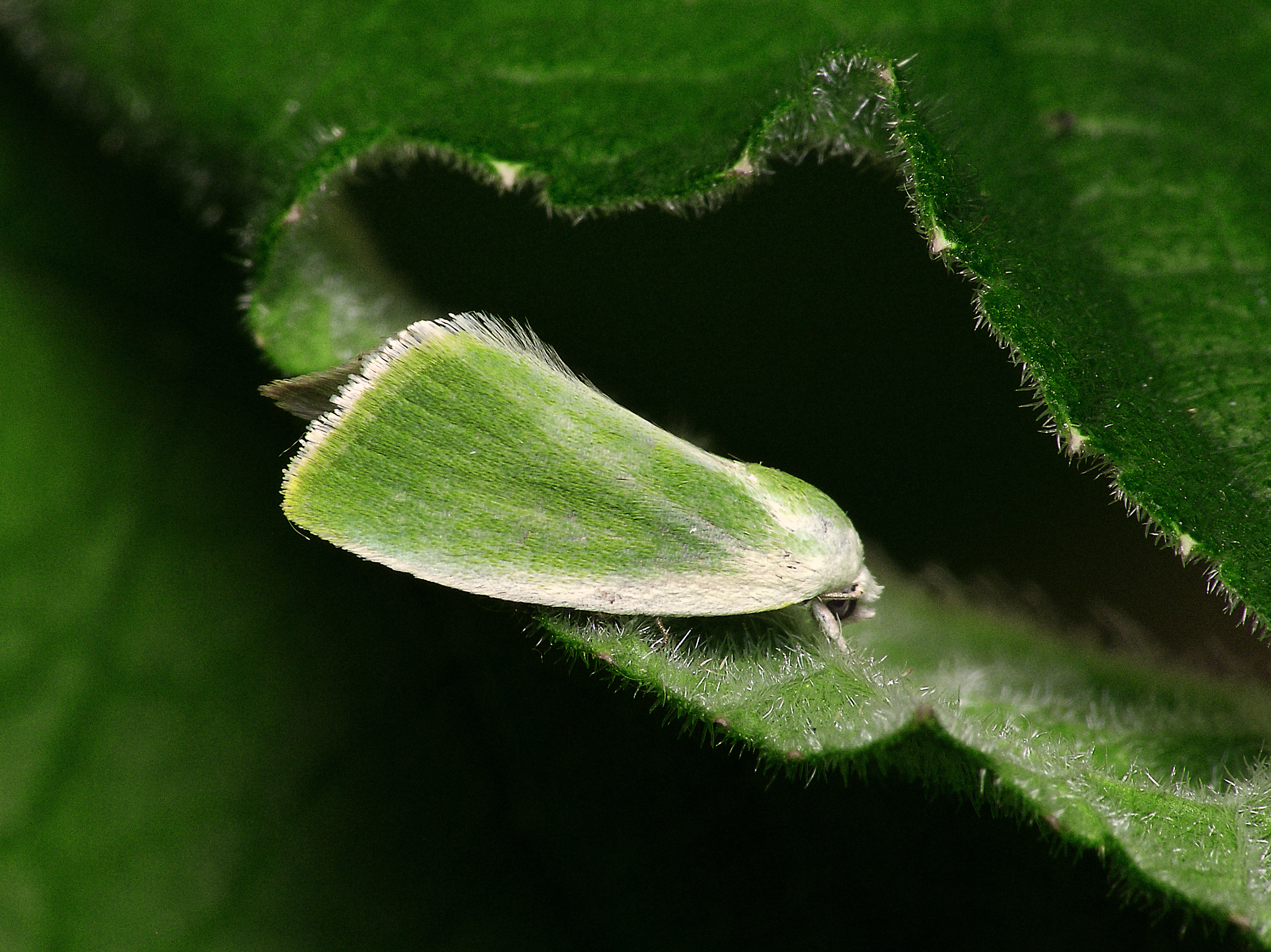

Magyarországon nem védett.